# Black Coffee (DJ)
Black Coffee (11 de marzo de 1976) es un DJ, productor y cantante Sudafricano cuyo verdadero nombre es Nkosinathi Innocent Maphumulo. Comenzó su carrera alrededor de 1994 y ha publicado cinco álbumes así como un DVD en vivo. Black Coffee comenzó a ser un DJ prominente después de participar en la Academia de Música de Red Bull realizada en Ciudad del Cabo en el año 2004. En septiembre de 2015, ganó el "Breakthrough DJ of the Year", otorgado en los DJ Awards en Ibiza.

## Vida personal
Maphumulo Nació el 11 de marzo de 1976 en Umlazi, Sudáfrica. Más tarde se mudó a Umtata, la ciudad natal de Nelson Mandela, y creció en Durban. Es el marido de la actriz sudafricana y presentadora de televisión Enhle Mbali Mlotshwa Maphumulo.
En 1990, estuvo envuelto en un accidente que hirió permanentemente los nervios de su brazo izquierdo, el cual le quedó paralizado. Esto no fue un impedimento para realizar su carrera como DJ. Por el contrario según él, debido a este accidente aprendió a superar todos sus límites y ha trabajado el doble de duro para realizar sus sueños en la música.

## Carrera temprana
Maphumulo se especializó en estudios de Jazz en Technikon Natal, ahora Universidad de Tecnología de Durban antes de trabajar como cantante de coro de reemplazo para Madala Kunene junto con sus entonces compañeros de colegio: Mnqobi Mdabe (Shota) y Thandukwazi Sikhosana (Demor). Maphumulo, Shota y Demor más tarde formaron un trío de Afro-pop llamado SHANA (Sencillamente Caliente y Naturalmente Africano, en Inglés) quienes firmaron con la discográfica Melt 2000, entonces al mando de Robert Trunz. Maphumulo fue escogido como uno de dos participantes sudafricanos en la Academia de Música de Red Bull en 2003, que lo catapultó a la escena de música electrónica sudafricana. Su primer gran récord fue cuando su canción "Happiness" fue presentada en el álbum "DJs at Work".

### 2005–2006: Black Coffee
En 2005, lanzó su carrera con un remix de Hugh Masekela del año 1972 llamado Stimela. Más tarde ese año lanzó su álbum de debut titulado con su mismo nombre, "Black Coffee" y creó su compañía. El álbum presentó colaboraciones con el apoyo de Thandiswa Mazwai, Hugh Masekela, Busi Mhlongo entre otros. "Black Coffee" fue bien recibido en la región de SADC. El álbum fue creado utilizando software de creación de música muy básico. "No sé cómo explicar las etapas de producción de mi álbum porque todo lo que toqué estuvo hecho bajo ideas básicas que tuve, no utilicé ningún Controlador MIDI, todo lo he tocado con un ratón de ordenador".

### 2007–2008:Have Another One
Por el 2007, Black Coffee se volvió reconocido en la escena de DJ's sudafricana debido sus sonidos tribales realizados vocalmente. En el mismo año lanzó su segundo álbum de estudio titulado "Have Another One" el cual presentó "Wathula Nje"—un remix de Víctor Ntoni del 2004 de balada jazz "Thetha". "Wathula Nje" más tarde fue liberado en Europa junto con "Even Though" en colaboración con Bantu Soul a través de la discográfica europea "Realtone Records" en vinilo y digitalmente. El álbum de doce pistas tuvo el aval de Siphokazi, Busi Mhlongo, y de la sensación kwaito L'vovo por mencionar algunos.
Durante este periodo Black Coffee realizó performances en la Academia de Música de Red Bull en el festival Sonar en Barcelona, al lado de reconocidos DJs como Little Louie Vega, Alix Álvarez, Franck Roger, Charles Webster, DJ Spinna y Osunlade.

### 2009–2011:Home Brewed
En 2009, Black Coffee liberó su tercer álbum, ‘'Home Brewed'', en colaboración con Ringo Madlingozi, Zonke, Hugh Masekela, Zakes Bantwini y otros.
Entre el 2009 y el 2010, nuevos lanzamientos con Culoe de Song, Tumelo y el gran Zakes Bantwini lograron el oro y platino en ventas.
En 2010, Black Coffee fue incluido en el Libro Guinness de los Récords cuando tocó 60 horas sin parar en el centro comercial de Maponya. También ganó dos premios en las categorías Mejor Álbum de Dance Urbano y Mejor Artista Masculino en los Premios Sudafricanos de la Música en 2010.
En 2011, el Africa Rising fue lanzado en el Estadio Moses Mabhida en Durban. Se incluye una banda en vivo y una pieza de orquesta de 24 instrumentos en frente de una audiencia de 8.000 personas. en 2011 tuvo otros cuatro lanzamientos, incluyendo la canción de Culoe de Song "Elevation", la de Sai & Ribatones "Here and Now ", la de Boddhi Satva "Invocation " y la discográfica "Soulistic Músic Cuts".

### 2012–2013:Africa Rising
En 2012, el DVD y triple CD "Africa Rising" logró el doble disco de platino en un espacio de un mes.
En 2013 tocó en todo el mundo, en lugares como Southport Weekender, Panorama Bar, Circoloco, y Boiler Room. Participó en conferencias de música como la de ADE y la RBMA en Johannesburgo. Algunas de sus notables colaboraciones son con Mi Casa y Black Motion. Él también se convirtió en uno de los principales oradores del tour de su amigo Vusi Thembekwayo. En Sudáfrica, fue presentado en noviembre de 2013 en la edición del festival "Destiny Man" de Destiny (revista).

### 2015–present:Pieces of Me
Después de su gira mundial que comenzó en enero de 2015 en Circoloco en México y terminó en agosto de 2015 en Circoloco en DC-10, lanzó su quinto álbum, Pieces of Me.
Pieces of Me se publicó en la segunda semana de septiembre. Tuvo polémicas por la portada y el título idéntico al del cantante estadounidense "Ledisi", aunque musicalmente el álbum tuvo crítica positiva, convirtiéndose en álbum de platino en Sudáfrica en el siguiente mes de octubre. En este álbum Black Coffee trabajó con Azola, Portia Monique, Ribatone, Nakhane Toure, Mondli Ngcobo, Kensy, NaakMusiq & Lungi Naidoo.
En 2016, actuó en el Coachella Valley Music and Arts Festival y el Ultra Music Festival.
A finales de 2016 fue colocado en el puesto 91 en la lista de Top 100 DJ's de Resident Advisor.
En 2017 él contribuyó al ritmo de la canción "Get It Together" en el álbum More Life de Drake, lanzado en marzo de 2017.
En 2018, lanzó un sencillo en colaboración con David Guetta titulado "Drive" en colaboración con Delilah Montagu. Aparece en el séptimo álbum de Guetta.
Para finales de 2018, lanzó 7 pistas de EP llamado "Music Is King".

## Premios
| Año  | Premios                                                                                  |
| ---- | ---------------------------------------------------------------------------------------- |
| 2005 | SAMA Best Urban Dance Album                                                              |
| 2010 | South African Music Awards#12th South African Music Awards (2006)                        |
| 2010 | SAMA Best Male Artist                                                                    |
| 2010 | Health Magazine Best Man                                                                 |
| 2010 | Metro FM Award for Best Produced Album                                                   |
| 2010 | Metro FM Award for Best Dance Album                                                      |
| 2011 | Channel O Award for Most Talented Male Artist                                            |
| 2012 | Sunday Times Generation NEXT Award for Coolest DJ                                        |
| 2013 | SAMA Best Dance Album                                                                    |
| 2013 | Sunday Times Generation NEXT Award For Coolest DJ 2013                                   |
| 2014 | Sunday Times Generation Next Award for Coolest DJ                                        |
| 2015 | DJ Awards for Breakthrough DJ Of The Year                                                |
| 2016 | SAMA Best Dance Album, Album Of The Year Best Engineered Album International Recognition |
| 2016 | BET Award for Best International Act: África                                             |
| 2016 | DJ Awards Best Deep House DJ                                                             |
| 2017 | DJ Awards Best Deep House DJ                                                             |
| 2018 | Dance Music Awards South Africa Best International Producer, Best International DJ       |

## Discografía
Aparte de los singles y remixes, Black Coffee ha publicado los siguientes discos y DVD desde 2005, bajo el sello discográfico Soulistic.
- Black Coffee (2005)
- Have Another One (2007)
- Home Brewed (2009)
- Africa Rising DVD (2012)
- Africa Rising CD (2012)
- Pieces of Me (2015)
- The Journey Continues EP (2016)
- Music is King EP (2018)